# Фісп (хокейний клуб)
Фісп (нім. EHC Visp) — хокейний клуб з м. Фісп, Швейцарія. Заснований у 1939 році. Виступає у чемпіонаті Національної ліги В. Домашні ігри команда проводить на «Літтерна-Галле» (4,300).

## Досягнення
Чемпіон Швейцарії — 1 раз: (1962).

## Історія
Клуб заснований в 1939 році (оригінальний клуб, був заснований в 1930 році, в 1933 оголошений банкрутом). В сезоні 1959/60 вийшов у Національну лігу А, на це у клуба пішло більш ніж 10 років. 3 лютого 1962 року, обігравши «Давос» 3:0, стали чемпіонами Швейцарії — це єдиний титул в історії клубу.
У 2001 році ХК «Вісп» реорганізований у формі акціонерного товариства, організовує і фінансує роботу 2 команд (близько 50 гравців). У сезоні 2009/10, запланований бюджет у розмірі 2 250 000 франків.
Клубна система ХК «Фісп» має в цілому 12 команд різного віку (від дитячих до юнацьких) та понад 250 активних гравців.

### Сезон 2006—2007
Головний тренер Кевін Райан провів разом з ХК «Фісп» рівний сезон, команда зайняла третю сходинку після регулярного чемпіонату. Серію плей-оф почали у чвертьфіналі проти ХК «Сьєр», який перемогли 4:1. У півфіналі обіграли ЦСК Лайонс 4:1. У фіналі поступились ЕХК «Біль» 2:4.

### Сезон 2007—2008
Після фіналу минулого року деякі відомі гравці та тренер Кевін Райан покинули клуб, новим головним тренером став Джон Фуст, помічником тренера працює граючий тренер Террі Які. Сезон був затьмарений позитивним допінг-тестом граючого тренера Террі Які. Команда регулярний чемпіонат закінчила на 5 місці. У чвертьфіналі поступились ХК «Ажуа» 3:4.

### Сезон 2008—2009
З двома новими іноземцями, Стівом Брюле і Джейсоном Ґуерр'єро, команда розпочала новий сезон. Після десяти турів, ХК «Фісп» займав сьоме місце. Команду посилив Корі Пекер з ХК «Лозанна». Це допомогло клубу зайняти третю сходинку після завершення регулярного чемпіонату. Серію плей-оф розпочали проти ЕХК «Ольтен», який вони здолали 4:1. У півфіналі проти ХК «Ла Шо-де-Фон», останні без проблем виграли всі чотири матчі 0:4.

### Сезон 2009—2010
Джон Фуст на початку сезону запросив до команди нападника Домініка Фуржє з Канади. ХК «Фісп» вдало провів цей сезон протягом якого він був на чолі турнірної таблиці (в 45 матчах здобув 95 очок). Команда закинули 224 шайби, а дует нападників Фурже-Пекер, набрали відповідно 105 і 101 очко в гонці бомбардирів НЛВ.
У чвертьфіналі плей-оф проти ЕХК «Базель» була здобута впевнена перемога в серії 4:0 (9:1, 7:3, 4:2, 6:2). У півфіналі проти ХК «Сьєр», виграв серію 4:2 (7:3, 2:1, 5:2, 2:3 «ОТ», 2:3 «ОТ», 4:2). Лише у фіналі ХК «Вісп» поступився ХК «Лозанні» у серії 1:4 (5:1, 2:6, 1:3, 1:2 «ОТ», 0:4).

### Сезон 2010—2011
Регулярний чемпіонат команда закінчила за межами чільної четвірки (5 місце), але серію плей-оф ХК «Вісп» відіграв на «відмінно». Чвертьфінал: ХК «Фісп» — СК «Лагенталь» 4:2 (4:2, 4:3, 2:5, 4:3, 4:10, 6:1), півфінал: ХК «Фісп» — ХК «Ла Шо-де-Фон» 4:3 (6:3, 5:6 «ОТ», 2:3, 5:4 «ОТ», 1:7, 5:4 «ОТ», 4:3 «ОТ»), фінал: ХК «Фісп» — ХК «Лозанна» 4:0 (2:1, 5:1, 4:3, 3:2). Втім, команда не змогла кваліфікуватися до Національної ліги А.

### Сезони 2011—2017
У регулярному чемпіонаті ХК «Фісп» посів 4 місце, одразу п'ять гравців клубу увійшли до десятки найкращих бомбардирів ліги: Лука Тріульці 51 очко (20 + 31), Ален Брюнольд 50 очок (20 + 30), Домінік Форжє 50 очок (20 + 30), Томаш Долана 50 очок (18 + 32) та Дерек Корм'є 50 очок (13 + 37). У чвертьфіналі плей-оф переграли ЕХК «Ольтен» 4:1, а в півфіналі поступились ХК «Лозанні» 0:4.
Сезон 2012/13 в регулярному чемпіонаті ХК «Фісп» посів 5 місце, Домінік Форжє зайняв четверту сходинку серед бомбардирів з 71 пунктом (29 + 42). В плей-оф (чвертьфінал) поступились майбутнім переможцям з Лозанни 1:4.
У наступних сезонах клуб стабільно був середняком у турнірній таблиці, у плей-оф, правда, жодного разу не досягав фіналу.

## Домашня арена
Літтерна-Галле є домашньою ареною клубу з 1979 року, до того матчі проходили на відкритому майданчику. Стадіон розташований у житловому районі та вміщує 4300 глядачів. Поряд з ним знаходиться ще одна невелика льодова ковзанка, яку використовує керлінг-клуб. Літтерна-Галле також використовується для різних виставок і культурних заходів, таких як концерти тощо.

## Відомі гравці
- Стів Брюле
- Дейв Гарднер
- Стефан Кітола
- Пекка Марьямякі
- Йорма Пелтонен
- Арі Валін
- Ентоні Іов
- Річард Лаплант
- Гастон Фуррер
- Альдо Ценхюзерн
- Террі Які
- Кевін Прімо
- Кріс Хелланд
- Джим Кемпбелл
- Бред Дефо
- Вальтер Зальцман